# Champsochromis
Рід налічує 2 види риб родини цихлові.

## Види
- Champsochromis caeruleus (Boulenger 1908)
- Champsochromis spilorhynchus (Regan 1922)